# بیتریکس شروئر
بیتریکس شروئر (انگلیسی: Beatrix Schröer؛ زادهٔ ۴ مهٔ ۱۹۶۳) قایقران روئینگ اهل آلمان بود.